# Pedralba
Pedralba és un municipi del País Valencià que es troba a la comarca dels Serrans.

## Geografia
El municipi està situat en una zona de transició entre la comarca dels Serrans i la del Camp de Túria. El relleu pertany a un glacis o terreny pendent que s'estén entre la zona litoral i les serres de l'interior, que en terme de Pedralba apareix ja bastant accidentat per una sèrie d'elevacions que adquirixen el caràcter de veritables serres. Les altures més importants són el Cerro Partido, la Serratilla, la Lloma del Ferrer, i el vèrtex geodèsic de tercer ordre de Parayola. En tots predominen els materials cretacis.
El riu Túria travessa el terme pel mig, seguint una direcció NO–SE, formant una sèrie de terrasses quaternàries amb els seus al·luvions sobre els quals s'han desenvolupat terrenys d'horta. A ell afluïxen els barrancs del Cuchillo, Xiva, la Salá i la Font de la Zorra. També destaquen les fonts de la Teja i la Salá.
El clima de Pedralba és típicament mediterrani.

### Límits
Pedralba limita amb els termes municipals de Bugarra (a la mateixa comarca), Benaguasil, Llíria i Vilamarxant (al Camp de Túria); i amb el de Xest (a la comarca de la Foia de Bunyol).

### Accés
Es té accés, des de València, a través de la carretera CV-370 i també a través de la carretera CV-35 per a enllaçar amb la CV-376.

## Història
El terme de Pedralba va tenir una intensa ocupació humana a partir de l'edat del bronze, encara que possiblement va estar habitat abans, si els sílex i altres restes trobades en la Covacha del Salto del Lobo són de temps neolítics, com fan pensar algunes poques peces.
La població és d'origen musulmà. Va ser conquistada pel rei Jaume I en 1237 i donada amb el seu castell a Berenguer d'Entença. Més tard va pertànyer a Pere Peres Sabata de Calataiud i als seus descendents; Roderic Sanxis Sabata de Calataiud i de Boïl († c. 1374) encetà la línia dels barons de Pedralba. Els vassalls eren musulmans, primer mudèjars, i des del 1525, moriscs, i habitaren Pedralba gairebé en exclusivitat fins a l'any de l'expulsió dels moriscs (1609) en la qual col·laborà en Lluís Peres Sabata de Calataiud i de Pallars, I comte de Real i baró de Pedralba.
El poble comptava amb vora 450 habitants cap a l'any 1572, que es reduïren a uns 279 l'any 1646. El 1787 registrà 1016 habitants; el 1877 ja n'eren 2276, mentre que l'any 1910 s'assolia el màxim poblacional, amb 2967 ànimes. Després, la població minvà per l'èxode rural, arribant a un mínim l'any 1991, amb uns 2.000 habitants. Posteriorment s'ha produït una constant recuperació demogràfica.
L'església depenia de Vilamarxant, de la qual es va independitzar en 1547, tenint com a annexa la de Bugarra fins a 1902.

## Demografia
| 1990  | 1992  | 1994  | 1996  | 1998  | 2000  | 2002  | 2004  | 2006  | 2007  |
| ----- | ----- | ----- | ----- | ----- | ----- | ----- | ----- | ----- | ----- |
| 2.101 | 2.005 | 2.058 | 2.099 | 2.085 | 2.109 | 2.283 | 2.536 | 2.898 | 2.637 |

## Economia
L'economia de Pedralba és bàsicament agrícola, fonamentada en la vinya i la taronja. En la muntanya hi ha vegetació de pins, matolls i espart. La superfície llaurada està dedicada sobretot a la vinya. La garrofera seguix en extensió a la vinya, que ha crescut en els últims anys. Altres cultius són l'olivera, els cereals i els cítrics. En la zona de regadiu el cultiu més important és el de la ceba. La ramaderia té una importància secundària. El sector industrial tot just està desenvolupat i es dedica als subderivats de la vinya (vins, misteles i alcohols).

## Alcaldia
Des de 2023 l'alcalde de Pedralba és Andoni León Sáenz PSPV-PSOE.
| Període                       | Alcalde o alcaldessa                 | Partit polític | Data de possessió     | Observacions       |
| ----------------------------- | ------------------------------------ | -------------- | --------------------- | ------------------ |
| 1979–1983                     | José Calduch Perona                  | UCD            | 19/04/1979            | --                 |
| 1983–1987                     | Rafael Cervera Calduch               | PSPV-PSOE      | 28/05/1983            | --                 |
| 1987–1991                     | José Calduch Perona                  | CDS            | 30/06/1987            | --                 |
| 1991–1995                     | Rafael Cervera Calduch               | PSPV-PSOE      | 15/06/1991            | --                 |
| 1995–1999                     | Rafael Cervera Calduch               | PSPV-PSOE      | 17/06/1995            | --                 |
| 1999–2003                     | Marina Daud Picó Abel Garrido Andrés | EUPV PSPV-PSOE | 03/07/1999 07/07/2001 | Pacte de govern -- |
| 2003–2007                     | Abel Garrido Andrés                  | PSPV-PSOE      | 14/06/2003            | --                 |
| 2007–2011                     | Roberto Serigó Andrés                | PP             | 16/06/2007            | --                 |
| 2011–2015                     | Roberto Serigó Andrés                | PP             | 11/06/2011            | --                 |
| 2015–2019                     | Roberto Serigó Andrés                | PP             | 13/06/2015            | --                 |
| 2019-2023                     | Sandra Turégano Cabañero             | PP             | 15/06/2019            | --                 |
| Des de 2023                   | Andoni León Sáenz                    | PSPV-PSOE      | 17/06/2023            | --                 |
| Fonts: Generalitat Valenciana |                                      |                |                       |                    |

## Monuments

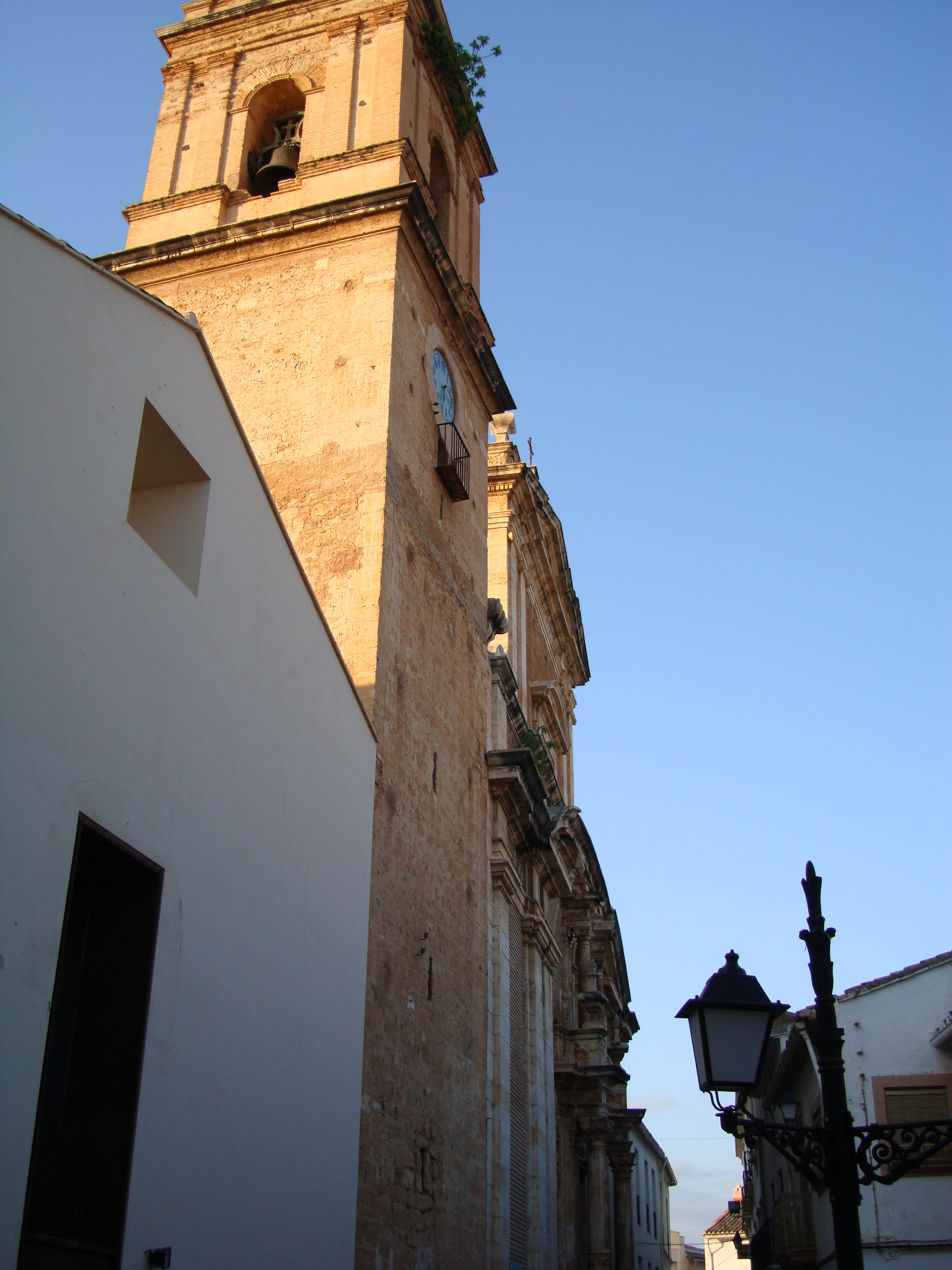
Façana de l'església

- Església de la Concepció. Del segle xviii, és el monument més important de Pedralba. Pertanyent al Barroc tardà, és destacable el seu Altar Major, així com la peculiar façana.
- Casa de la Cultura. Situada en el lloc que va ocupar l'antiga mesquita àrab, de la qual conserva la torre, i abans, es va situar una església cristiana, de la qual manté l'estructura arquitectònica.
- Ermita de la Verge de Luján. És de construcció moderna i està inacabada. La imatge que presidix l'ermita va ser portada des de l'Argentina, i l'edifici està situat en el Alto del Puente, mirador natural des d'on es contempla una esplèndida panoràmica del poble al costat del riu.
- La Torreta. És una creu-monument que s'alça a la part alta d'un pujol.

## Cultura
- Museu d'Art Modern Pedralba 2000. És un interessant recinte on es poden admirar obres recents de l'art espanyol i europeu, amb artistes com ara Canogar, Anzo, Feito, Sempere, Mompó, etc. Està situat en una antiga casa rural totalment reformada.

- Música. Possiblement és una de les manifestacions artístiques que més caracteritza Pedralba. Les històriques societats musicals com ara la banda de música "La Popular" o la còmica xaranga "La Democràtica" donen fe de l'interés dels pedralbins per la música i les arts.

## Festes locals
- Festes Patronals. Se celebren durant una setmana, al voltant del 17 de gener, en honor de Sant Antoni. Tenen lloc actes religiosos (missa i processó), benedicció d'animals, fogueres, sopars populars, bous al carrer i revetlles.
- Festes d'estiu. Se celebren la primera setmana d'agost i s'organitzen bous al carrer, actes culturals, revetlles, competicions esportives, etc.